# Glenwood Plantation
Glenwood Plantation es una plantación ubicada en el condado de Aroostook en el estado estadounidense de Maine. En el Censo de 2010 tenía una población de 3 habitantes y una densidad poblacional de 0,03 personas por km².

## Geografía
Glenwood Plantation se encuentra ubicada en las coordenadas 45°48′35″N 68°6′6″O / 45.80972, -68.10167. Según la Oficina del Censo de los Estados Unidos, Glenwood Plantation tiene una superficie total de 102.38 km², de la cual 98.82 km² corresponden a tierra firme y (3.48%) 3.56 km² es agua.

## Demografía
Según el censo de 2010, había 3 personas residiendo en Glenwood Plantation. La densidad de población era de 0,03 hab./km². De los 3 habitantes, Glenwood Plantation estaba compuesto por el 100% blancos, el 0% eran afroamericanos, el 0% eran amerindios, el 0% eran asiáticos, el 0% eran isleños del Pacífico, el 0% eran de otras razas y el 0% pertenecían a dos o más razas. Del total de la población el 0% eran hispanos o latinos de cualquier raza.